# Sayur Matinggi (Ujung Padang)
Sayur Matinggi is een bestuurslaag in het regentschap Simalungun van de provincie Noord-Sumatra, Indonesië. Sayur Matinggi telt 1866 inwoners (volkstelling 2010).